# Episodi di Adventure Time (settima stagione)
La settima stagione di Adventure Time è andata in onda per la prima volta negli Stati Uniti il 2 novembre 2015, mentre in Italia ha debuttato il 29 marzo 2016, sempre su Cartoon Network.
| Nº  | Nº | Titolo originale                              | Titolo italiano                                 | Prima TV         | Prima TV italiana |
| --- | -- | --------------------------------------------- | ----------------------------------------------- | ---------------- | ----------------- |
| 200 | 1  | Bonnie and Neddy                              | Il drago                                        | 2 novembre 2015  | 31 marzo 2016     |
| 201 | 2  | Varmints                                      | Vita di campagna                                | 3 novembre 2015  | 30 marzo 2016     |
| 202 | 3  | Cherry Cream Soda                             | Il ritorno                                      | 4 novembre 2015  | 29 marzo 2016     |
| 203 | 4  | Mama Said                                     | Il fungo volante                                | 5 novembre 2015  | 12 aprile 2016    |
| 204 | 5  | Football                                      | Football                                        | 6 novembre 2015  | 30 marzo 2016     |
| 205 | 6  | Marceline the Vampire Queen ("Stakes" Part 1) | Marceline, la Regina Vampira ("Stakes" Parte 1) | 16 novembre 2015 | 1 aprile 2016     |
| 206 | 7  | Everything Stays ("Stakes" Part 2)            | Tutto resta ("Stakes" Parte 2)                  | 16 novembre 2015 | 4 aprile 2016     |
| 207 | 8  | Vamps About ("Stakes" Part 3)                 | Vampiri e dintorni ("Stakes" Parte 3)           | 17 novembre 2015 | 4 aprile 2016     |
| 208 | 9  | The Empress Eyes ("Stakes" Part 4)            | Gli occhi dell'Imperatrice ("Stakes" Parte 4)   | 17 novembre 2015 | 5 aprile 2016     |
| 209 | 10 | May I Come In? ("Stakes" Part 5)              | Posso entrare? ("Stakes" Parte 5)               | 18 novembre 2015 | 5 aprile 2016     |
| 210 | 11 | Take Her Back ("Stakes" Part 6)               | L'antidoto per Marceline ("Stakes" Parte 6)     | 18 novembre 2015 | 12 aprile 2016    |
| 211 | 12 | Checkmate ("Stakes" Part 7)                   | Scacco matto ("Stakes" Parte 7)                 | 19 novembre 2015 | 26 aprile 2016    |
| 212 | 13 | The Dark Cloud ("Stakes" Part 8)              | Essenza di vampiro ("Stakes" Parte 8)           | 19 novembre 2015 | 19 aprile 2016    |
| 213 | 14 | The More You Moe, the Moe You Know            | La vendetta di AMO                              | 3 dicembre 2015  | 3 maggio 2016     |
| 214 | 15 | The More You Moe, the Moe You Know            | La vendetta di AMO                              | 3 dicembre 2015  | 3 maggio 2016     |
| 215 | 16 | Summer Showers                                | Acquazzoni estivi                               | 7 gennaio 2016   | 3 maggio 2016     |
| 216 | 17 | Angel Face                                    | Faccia d'angelo                                 | 11 gennaio 2016  | 31 marzo 2016     |
| 217 | 18 | President Porpoise Is Missing!                | Alla ricerca del presidente scomparso           | 12 gennaio 2016  | 1 aprile 2016     |
| 218 | 19 | Blank-Eyed Girl                               | La bambina dagli occhi vuoti                    | 13 gennaio 2016  | 19 aprile 2016    |
| 219 | 20 | Bad Jubies                                    | La tempesta                                     | 14 gennaio 2016  | 29 marzo 2016     |
| 220 | 21 | King's Ransom                                 | Il rapimento di Gunter                          | 15 gennaio 2016  | 26 aprile 2016    |
| 221 | 22 | Scamps                                        | Marshmallow monelli                             | 21 gennaio 2016  |                   |
| 222 | 23 | Crossover                                     | Finn Ghiaccio                                   | 28 gennaio 2016  |                   |
| 223 | 24 | The Hall of Egress                            | La grotta senza uscita                          | 5 marzo 2016     |                   |
| 224 | 25 | Flute Spell                                   | Lo spirito della foresta                        | 12 marzo 2016    |                   |
| 225 | 26 | The Thin Yellow Line                          | Il murales                                      | 19 marzo 2016    |                   |

## Il drago
Il re di Ooo scopre una stanza nascosta in cima al castello e incarica Finn e Jake, ora diventati sue guardie reali, di scoprire cosa si trovi al suo interno. I due, una volta entrati, scoprono che all'interno della stanza si trova un drago che, succhiando le radici dell'albero che si trova all'interno della città di Dolcelandia, fa uscire dal suo corpo il liquido con cui gli abitanti si lavano e abbeverano. Una volta scoperto ciò, il re di Ooo vuole appropriarsi del drago per fare soldi sulla gestione del liquido. Questo però fa scappare il drago, Finn e Jake allora raccontano a Gommarosa cosa è successo: si scoprirà poi che PG è la sorella del drago e solo lei riuscirà a risolvere la situazione.

## Vita di campagna
Marceline va a trovare Gommarosa che ormai non è più la principessa e decide di aiutarla a proteggere le sue zucche che misteriosamente vengono sempre mangiate da qualche creatura misteriosa, e quando la vedono decidono di inseguirla fino a un pozzo dove ci sono molti altri mostri simili che affrontano fino a fronteggiare anche la madre dei mostri, dopo averla distrutta decidono di scappare perché nonostante ne stessero distruggendo tantissimi continuavano ad arrivarne altri. Alla fine tornano a casa soddisfatte.

## Il ritorno
La moglie di Bibifrizzi (quest'ultimo morto nell'episodio "Il destino dell'elefante"), ora sposata con Baffo, decide di seppellire i resti del suo ex marito, per lasciarsi alle spalle la sua morte. Un fulmine colpisce però la tomba di Bibifrizzi e la scarica di energia lo riporta in vita. Baffo ingaggia quindi una lotta con lui per la mano di Bolligassi, ma alla fine la donna decide di lasciare il becchino e di ricominciare da zero con Bibifrizzi.

## Il fungo volante
Il Re di Ooo, rinominatosi Re Principessa dopo aver detronizzato Gommarosa nella scorsa stagione, manda Finn e Jake a prendergli un fungo volante per sedervici. I due trovano Canyon, che sta usando un bastone da rabdomante per trovare la fonte d'acqua della sua famiglia, e lei decide di aiutarli. Quello che i tre non sanno è che il fungo, più assorbe altri funghi, più diventa grande e pericoloso. Alla fine i tre distruggono il fungo volante e Finn e Jake decidono di usare una pizza al posto del fungo per il Re Principessa. Quest'ultimo però si arrabbia perché non gli hanno portato quello che voleva e perciò licenzia gli avventurieri dalla guardia reale.

## Football
Football, la controparte dello specchio di BMO dagli episodi di Cubert sulle favolette, vorrebbe uscire e vedere il mondo esterno, quindi BMO si offre per sostituirlo nello specchio. Ma quando Football decide di restare nel mondo esterno, BMO usa qualsiasi forma di riflesso nella casa e all'esterno di essa per convincerlo a tornare nello specchio. Intanto, Finn e Jake pensano che BMO sia pazzo, quando in realtà non sanno dello scambio fra lui e Football.

## Marceline, la Regina Vampira
Marceline chiede a Gommarosa di curare il suo vampirismo, poiché non vuole più essere immortale. Gommarosa esegue una procedura sperimentale per estrarre l'essenza vampirica dal corpo di Marceline; mentre Marceline si riprende, l'essenza estratta acquisisce una volontà propria e fugge. Nel frattempo, Finn e Jake sono chiamati a indagare sugli attacchi succhiasangue al bestiame; scoprono che l'essenza estratta di Marceline è responsabile, poiché si è trasformata in un vampiro. Mentre Finn e Jake inseguono il vampiro, una folla di abitanti del villaggio arrabbiati cattura Marceline e la lascia per essere distrutta dal sole nascente.

## Tutto resta
Mentre la luce del sole la avvolge, Marceline sperimenta dei flashback. È confortata dalla ninna nanna di sua madre da bambina; vede Simon che la lascia per proteggerla da se stesso; dà la caccia ai vampiri da adolescente e scopre di poter assorbire i loro poteri. Fa amicizia con una tribù di umani, che si stanno preparando a sfuggire a una catastrofe imminente che temono possa accadere. Marceline aiuta a combattere i vampiri e dice agli umani di fuggire quando arriva il Re Vampiro. Nel presente, Marceline sopravvive alla luce del sole, guarita con successo dal vampirismo. Nel frattempo, Jake incontra i vampiri che Marceline aveva precedentemente ucciso, resuscitati dalla sua essenza vampirica liberata.

## Vampiri e dintorni
I cinque vampiri più letali riaffiorano: il Re Vampiro, il Matto, l'Imperatrice, lo Ierofante e la Luna. Sorpresi di essere di nuovo vivi, non sono d'accordo su cosa fare e si separano. Jake scopre i cinque vampiri e corre a riferirlo agli altri. Allora Marceline si prepara ad affrontarli, e raggiunto il loro covo, affronta il Matto, contro il quale vince, e il Re dei Vampiri, che però risparmia per andare a salvare Re Ghiaccio dall'imperatrice, una dei vampiri malvagi.

## Gli occhi dell'Imperatrice
L'Imperatrice arriva al Regno del Ghiaccio e usa il suo potere ipnotico su Re Ghiaccio, che cattura Finn per lei. Marceline attacca e fugge con Finn, inseguita da Re Ghiaccio. Marceline cerca di recuperare la memoria del Re Ghiaccio, ma si scopre che non è mai stato ipnotizzato. Marceline attacca quindi l'Imperatrice, che ha il sopravvento finché non viene paralizzata da una speciale pistola sviluppata da Gommarosa. Marceline uccide l'Imperatrice e riassorbe il suo potere di invisibilità. Si scusa con i suoi amici per aver cercato di combattere i vampiri da soli e dice loro che daranno la caccia ai vampiri rimasti insieme.

## Posso entrare?
Mentre sono alla ricerca della Luna, il gruppo si mette nei guai quando il mutaforma Ierofante li trova. Dimostra di essere troppo potente per combattere, quindi apprendendo che non può entrare nelle case senza permesso, Jake si trasforma in una casa e il gruppo si rifugia all'interno. Lo Ierofante propone di unire le forze contro il Re Vampiro e Marceline è d'accordo a condizione che lo Ierofante smetta di bere sangue. Tuttavia, la attacca e durante la lotta, viene accidentalmente sbattuto contro Jake e muore a causa di entrare in una casa senza invito. Marceline riassorbe i suoi poteri mutaforma ma poi si ammala, essendo stata avvelenata dal pungiglione dello Ierofante.

## L'antidoto per Marceline
Marceline sta troppo male per continuare la caccia ai vampiri allora Gommarosa la porta al castello per guarirla e comanda a Finn e Jake di andare a prendere Luna, l'ultima vampira rimasta prima del re dei vampiri, con la quale potrebbe salvare Marceline. La Luna si risveglia al tramonto e Finn e Jake fuggono, attirando la Luna a Dolcelandia. La Luna usa i suoi poteri per inabilitare Finn e Jake mentre tenta di uccidere Marceline, ma Maggiormenta colpisce la Luna alla schiena, il suo unico punto debole. Marceline riassorbe il potere curativo della Luna e si riprende completamente dal veleno.

## Scacco matto
Il gruppo si prepara ad affrontare il Re Vampiro, che appare inaspettatamente e dice che non desidera più essere un vampiro. Finn lo sostiene, nonostante i tentativi di Marceline di attaccarlo, e il gruppo accetta con riluttanza di rimuovere la sua essenza vampirica. Gommarosa usa lo stesso aggeggio che aveva usato in precedenza su Marceline, che trasforma il Re Vampiro in un leone relativamente innocuo e mette la sua essenza vampirica in un secchio. Gommarosa lascia a Maggiormenta il compito di smaltire correttamente l'essenza, ma inciampa, facendo esplodere l'essenza in una nuova mostruosità: la Nube Nera

## Essenza di vampiro
La Nuvola Oscura si muove verso Dolcelandia, inseguita da Finn, Jake e Gommarosa. Vedendo Gommarosa combattere la Nuvola Oscura, i dolcibotti sono ispirate a rovesciare il Re di Ooo e unirsi alla battaglia. Marceline si rassegna alla sconfitta fino a quando Re Ghiaccio non le infonde uno scopo, convincendola che è il suo destino fermare la Nuvola Oscura. Marceline alla fine usa le sue capacità demoniache di succhiare l'anima per drenare la nube dall'interno verso l'esterno. Tuttavia, così facendo diventa ancora una volta la regina dei vampiri. In seguito, Marceline fa i conti con la sua natura vampirica, dicendo a Gommarosa che il suo tempo da mortale l'ha resa più matura.

## La vendetta di AMO(1ª parte)
È il giorno del compleanno di BMO e alla casa albero si presenta il suo creatore Mo, ora con un nuovo corpo da robot. Quest'ultimo dà al festeggiato un incarico: dovrà recarsi alla Fabbrica MO e svolgere un rito di iniziazione per diventare finalmente adulto. Nel mentre Mo rimarrà con Finn e Jake e gli terrà compagnia. BMO si reca alla fabbrica ma qui viene intrappolato da un impiegato, che tenta di ucciderlo facendolo cadere in varie trappole mortali. BMO evita i pericoli ma cade nei sotterranei, dove trova un grosso cubo parlante. Questo sostiene di essere tutti i MO e spiega cos'è successo alla fabbrica. Un giorno tutti i robot vennero colpiti da un virus e costretti a gettarsi nel compattatore di rifiuti, così si formò il cubo parlante, nel quale albergano le coscienze di tutti i MO della fabbrica. Il cubo poi sostiene che BMO sia l'unica chiave per uscire dai sotterranei, dato che è stato costruito per immaginare e non solo per vedere il mondo esattamente com'è.

## La vendetta di AMO(2ª parte)
Mentre il robot presunto Mo distrae Finn e Jake, BMO e il cubo parlante (tutti i MO) sono ancora intrappolati nei sotterranei della fabbrica. Essi riescono a uscire grazie all'intelligenza del robottino e si ritrovano nella vecchia stanza di un MO. Il cubo spiega a BMO che lì abitava AMO, uno dei primi robot costruiti da Mo Mastro Giovanni, creato per ricevere amore. Sfortunatamente l'esperimento fallì e AMO impazzí a causa della necessità continua di affetto. BMO allora si rende conto che quello che si è presentato alla casa albero è proprio AMO (che aveva anche causato il virus nella fabbrica) e non Mo, perciò il robottino e il cubo parlante si dirigono immediatamente verso la dimora di Finn e Jake. Qui trovano AMO, che ha rivelato la sua vera forma e messo fuori gioco gli avventurieri. BMO ingaggia un combattimento con il fratello pazzo e alla fine vince spingendolo giù da un dirupo. Successivamente recupera il disco con i ricordi di Mo, donato dal vecchio ad AMO poco prima che morisse, con la speranza che la sua mente venisse lanciata nello spazio per vagare per l'eternità. Infine BMO riflette su se stesso e matura crescendo spiritualmente.

## Acquazzoni estivi
Viola, una delle figlie di Jake, tenta di ottenere una parte in uno spettacolo teatrale, ma non sarà facile convincere la regista PSB.

## Faccia d'angelo
BMO obbliga Jake, ricattandolo con dei sandwich, a trasformarsi in un cavallo per aiutarlo a dare la caccia ad un ricercato, Finn. Il cowboy faccia d'angelo (BMO) cercherà di catturare il suo amico ma quello che non sanno è che un loro vecchio nemico desideroso di vendetta verso Finn e Jake sta cercando di ostacolarli.

## Alla ricerca del presidente scomparso
Finn e Jake scoprono che il Presidente della comunità marina sembra essere scomparso, così, assieme all'Uomo Banana, BMO e Re Ghiaccio, partono per trovarlo, ma siccome sono ingombranti, lasciano BMO e Re Ghiaccio su un'isola, i quali intanto cercheranno di tornare sulla terraferma.

## La bambina dagli occhi vuoti
Baffo lavora adesso per una radio tutta sua, dove dà consigli alle persone sul come difendersi dal soprannaturale. Finn e Jake credono siano stupidaggini, ma quando si trovano in casa proprio una delle invenzioni di Baffo, la bambina dagli occhi vuoti, trovano rimedio per sbarazzarsene.

## La tempesta
Quando una tempesta è alle porte, Finn, Jake, Principessa dello Spazio Bitorzolo e BMO iniziano a preparare un rifugio sotterraneo. Jake però non fa niente a parte meditare, osservare il cielo e collegarsi alla natura, cosa che irrita molto PSB. Quando il rifugio è completo, il quartetto si chiude dentro, ma PSB mangia tutte le provviste (che erano scadute, perché trovate in una casa abbandonata da quest'ultima). Poi la corrente salta e Finn, PSB e BMO litigano. Jake cerca di dividerli e gli spiega che la tempesta, portatrice di vibrazioni negative, è arrivata per rovinare l'amicizia dei quattro. Per calmarli, Jake usa una canzone che ha scritto mentre meditava, quindi in realtà aveva fatto qualcosa. La tempesta entra nel rifugio e inizia a spaventare i quattro, fin quando insieme, gli fanno capire che potrebbe esplorare il mondo con delle vibrazioni positive. La tempesta (rappresentata da una nuvola) li ringrazia per avergli fatto capire l'importanza della positività e Jake regala lo spartito con la canzone alla nuvola, che se ne va.

## Il rapimento di Gunter
Re Ghiaccio s'intrufola nella casa dei due eroi, chiedendo, infuriato, dove si trovi Gunther. Finn e Jake, dopo essersi discolpati, decidono di aiutarlo e, ispezionando nella casa del vecchio, trovano una nota di riscatto, che reclama la corona del Re in cambio della vita del pinguino. I tre seguono le indicazioni e giungono ad un bosco, dove s'imbattono in un branco di volpi, che subito si appropria della corona. Finn scopre che esse sono state incaricate da una voce misteriosa comunicante per mezzo di un barattolo connesso ad un filo: risalgono alla fonte, che si trova in una caverna oltre un fiume di magma; Re Ghiaccio giunge all'interno e incontra l'artefice di quella malefatta: si tratta di Betty, la sua ex ragazza impossessatasi dei poteri dell'Omino Magico, finendo per impazzire. Ovviamente non si ricorda di lei, ma ne è ammaliato e le chiede un bacio: lei riconsegna la corona per poi sparire misteriosamente. Il prezioso ornamento, tuttavia, sembra essere stato modificato in qualche modo.

## Marshmallow Monelli
Finn insegna a una baby gang di marshmallow come comportarsi da bravi ragazzi.

## Finn Ghiaccio
Finn e Jake vengono chiamati da Prismo per aiutarlo a fermare il Finn malvagio dell'altra dimensione (dell'episodio "Il desiderio di Finn") e il suo cane posseduto dal Lich, i quali stanno usando l'Enchiridion del loro mondo per creare un portale per il multiverso. Quando il Finn alternativo e il Jake-Lich riescono ad aprire con successo il portale, il braccio di erba di Finn attacca il Lich e gli taglia la mano, la quale cade sul portale dove si duplica e scomparve in ogni dimensione, andando anche verso la linea temporale di Finn e Jake, mentre il Jake-Licth viene riportato alla normalità dai due Finn grazie alla Domestica, un'arma donatagli da Prismo. Con il loro lavoro completato, Finn e Jake vengono riportati nella stanza del tempo di Prismo. Provando pietà per il suo se stesso alternativo, Finn convince Prismo a distruggere la corona di Re Ghiaccio dell'altra dimensione, permettendo al Finn alternativo di riunirsi con la sua famiglia.

## La grotta senza uscita
In una caverna chiamata "La grotta dell'egresso", Finn deve compiere un viaggio onirico per uscirne, al fine di comprendere meglio se stesso.
Si scopre che spada squalo probabilmente è morta

## Lo spirito della foresta
Finn e Jake cercano di aiutare la strega cacciatrice ad evocare lo spirito della foresta con la musica, dopo tanti tentativi riescono nella loro impresa e scoprono una forte attrazione reciproca.

## Il murales
Finn e Jake, passeggiando di sera, sorprendono una guardia banana fare il murales ma quest'ultimo riesce a sfuggirgli mischiandosi fra le altre guardie, la mattina dopo, dopo aver mostrato alla principessa il muro, lei li incarica di scoprire il colpevole e i due avventurieri, travestiti da guardie banana si mettono a investigare.